# Fachbeirat für Stadtplanung und Stadtgestaltung (Wien)
Der Fachbeirat für Stadtplanung und Stadtgestaltung ist ein Expertengremium, das nach § 3 der Wiener Bauordnung gebildet wird. Es dient der Beratung der Stadtregierung in einschlägigen Fragen, ist überparteilich und arbeitet ehrenamtlich.
Die Zusammensetzung und die Aufgaben sind in der Bauordnung für Wien geregelt. Die Mitglieder des Fachbeirates werden für drei Jahre auf Vorschlag verschiedener Institutionen (Universitäten, Kammern, Stadt Wien) bestellt und besteht aus 12 Personen: drei Architekten sowie aus Experten aus verschiedenen dem Bauwesen nahestehenden Disziplinen. Die Mitglieder sind ehrenamtlich und unabhängig tätig.

## Mitglieder
In der Funktionsperiode 2021–2024 gehörten folgende Experten dem Fachbeirat an:
- 3 Architekten: Architektin DIin Elke Delugan-Meissl (Vorsitzende des Fachbeirates), Architektin Bettina Götz (1. Stellvertretierin), Architekt Johann Traupmann
- Ein Ingenieurkonsulent für Bauingenieurwesen: Peter Resch
- Ein Experte auf dem Gebiet der Raumplanung: Thomas Knoll (2. Stellvertretier)
- Ein Experte auf dem Gebiet des Denkmalwesens: Friedrich Dahm
- Ein Ingenieurkonsulent für Vermessungswesen: Werner Stiglitz
- Ein Experte auf dem Gebiet der Stadtökologie und Volkshygiene: Hanns Moshammer
- Ein Expertin auf dem Gebiet des Verkehrswesens: Andrea Weninger
- Ein Experte für Sozialfragen: Thomas Ritt
- Ein Experte auf dem Gebiet der Grünraumplanung: Doris Damyanovic
- Ein Expertin auf dem Gebiet für Standortfragen: Andrea Faast

In der Funktionsperiode 2017–2020 gehörten folgende Experten dem Fachbeirat an:
- drei Architekten: Architektin DIin Elke Delugan-Meissl (Vorsitzende des Fachbeirates), Architektin Bettina Götz, Architekt Johann Traupmann
- ein Ingenieurkonsulent für Bauingenieurwesen: Andreas Rösner
- ein Experte auf dem Gebiet der Raumplanung: Thomas Knoll
- ein Experte auf dem Gebiet des Denkmalwesens: Friedrich Dahm
- ein Ingenieurkonsulentin für Vermessungswesen: Michaela Ragoßnig-Angst
- ein Experte auf dem Gebiet der Stadtökologie und Volkshygiene: Axel Priebs
- ein Expertin auf dem Gebiet des Verkehrswesens: Andrea Weninger
- ein Experte für Sozialfragen: Thomas Ritt
- ein Experte auf dem Gebiet der Grünraumplanung: Richard Stiles
- ein Expertin auf dem Gebiet für Standortfragen: Andrea Faast

In der Funktionsperiode 2014–2017 gehörten folgende Experten dem Fachbeirat an:
- drei Architekten: Rüdiger Lainer (Vorsitzender), András Pálffy, Hemma Fasch,
- die Zivilingenieurin für Bauwesen Ingrid Scheibenecker
- der Raumplaner Thomas Knoll,
- der Denkmalpfleger Friedrich Dahm,
- die Ingenieurkonsulentin für Vermessungswesen Michaela Ragoßnig-Angst
- der Experte auf dem Gebiet der Stadtökologie oder Volkshygiene Heinz Faßmann,
- die Verkehrsexpertin Andrea Weninger,
- der Experte für Sozialfragen Christian Pichler,
- die Expertin auf dem Gebiet der Grünraumplanung Sibylla Zech,
- die Expertin für Standortfragen Andrea Faast

## Geschichte
Ein entsprechender Fachbeirat war bereits in der Wiener Bauordnung von 1929 vorgesehen, blieb aber totes Recht. Realisiert wurde er 1947, mit Änderungen 1986 und in der Wiener Bauordnungsnovelle 1987.
Ehemalige Vorsitzende des Beirats waren Georg Lippert (1960er/1970er), Wilhelm Holzbauer (bis 1989), Manfred Wehdorn (1991–1998) und Hans Hollein (1999–2005).

## Kritik
Der Fachbeirat hat immer wieder zu kontrovers diskutierten Themen Stellung zu beziehen und gerät damit auch selbst ins Schussfeld der Kritik. Unter anderem wird moniert, dass Mitglieder des Fachbeirats zugleich Auftragnehmer für größere Projekte der Gemeinde Wien sein können und damit keine Gewähr für die Unabhängigkeit des Gremiums gegeben ist. Georg Kotyza, ehemaliger stellvertretender Leiter der für Stadtplanung zuständigen Magistratsabteilung18, wies etwa auf die Bedeutung solcher Interessenskonflikte hin: „Die Fachleute für Raumplanung oder Verkehrsplanung im Beirat zählen traditionell zu den meistbeschäftigten Auftragnehmern der Wiener Stadtplanung. Es wäre illusorisch, von ihnen substantielle raum- und verkehrsplanerische Kritik an einem vom Rathaus forcierten Projekt zu erwarten.“ Interessenskonflikte könnten auch bei vielen Architekten bestehen und bestanden haben: Ehemalige Vorsitzende des Beirats wie Wilhelm Holzbauer, Manfred Wehdorn und Hans Hollein realisierten parallel zu dieser Funktion bedeutende Projekte in Wien.